# 李灏 (康熙进士)
李灏，山东郓城人，清朝政治人物，同進士出身。

## 生平
康熙四十五年（1706年）丙戌科進士。康熙五十五年（1716年）接替杨士瑾任娄县知县一职，1718年由陈尧信接任。